# 日本甜菜製糖
日本甜菜製糖株式会社（にっぽんてんさいせいとう）は東京都港区に本社のある企業。略称は「日甜」または「ニッテン」。

## 製品
砂糖部門
- ビート糖
- 精糖
- ビート糖蜜
- 精糖蜜
- 液糖

イースト部門
- 生イースト
- ドライイースト
- 薬用イースト

飼料部門
- 乳牛・肉牛用配合飼料
- ビートパルプ

紙筒部門・ペーパーポット
- ビート用
- 葉タバコ用
- そ菜用
- 花き用
- 水稲用
- 材木用
- 農業機械の仕入、販売

その他部門
- ラフィノース
- ベタイン
- メリビオース
- DFAIII
- てん菜種子
- 調整泥炭ほか

## 歴史
明治政府の下で近代的な基幹産業育成の一環に、ビート（テンサイ）糖業を位置づけていたが、原料の栽培や製糖を軌道に乗せることが出来ず、一時は北海道内から姿を消した。第一次世界大戦が勃発すると、砂糖の国際価格が暴騰した。
そこで、松方正義の八男で帝国製糖社長であった松方正熊が、1919年（大正8年）に「北海道製糖」、翌年には旧「日本甜菜製糖」が設立して北海道にビート製糖が復活した。北海道製糖は河西郡大正村（現在の帯広市）、旧日本甜菜製糖は上川郡人舞村（現在の清水町）に工場を建設した。
北海道製糖は、明治時代における北海道内のビート糖業の挫折を
1. 不適地での栽培
2. 原料運搬設備の欠如
3. 未熟な製糖技術
4. 少ない栽培面積

と分析しており、両社は工場付属の直営農場を核として近隣農家にもビート栽培を委託した。
また、両社は専用鉄道（北海道製糖は十勝鉄道、加えて旧日本甜菜製糖は河西鉄道）を敷設し、原料運搬だけではなく農家の生活にも重要な役割を果たした。創業期から天候不順などによる厳しい経営が続き、北海道製糖は創業から11年間で利益を計上することが出来たのは、減損会計した年の1回のみであったほか、旧日本甜菜製糖は1923年（大正12年）に「明治製糖」へ吸収合併されることを余儀なくされた。
その後、冷害でも被害の少なかったビートは寒冷作物としての有用性が認知され、耕作面積の拡大に伴って帯広と清水の工場で処理しきれなくなったため、「北海道拓殖計画」に基づく北海道庁の行政指導を踏まえた上、1936年（昭和11年）に北海道製糖が川上郡標茶村（現在の標茶町）、明治製糖が上川郡士別町（現在の士別市）に工場を建設した。
ところが、翌年に日中戦争が勃発すると、国の施策が軍事優先となり、ビート糖業は肥料不足などで衰退していった。1944年（昭和19年）には第二次世界大戦の戦時要請に基づく企業統合により、北海道製糖は明治製糖の傘下となり「北海道興農工業」と改称した。これに伴い、北海道内のビート糖業は帯広、幾分内（標茶）、士別の工場が1社に統合することになり、清水工場は砂糖製造を廃止して軍の命令による航空燃料用のブタノール（アルコール燃料）工場になる計画であったが、転換途中で終戦となった。
1947年（昭和22年）に北海道興農工業は「日本甜菜製糖」と改称した。戦後は自由経済によりビート糖が安価な輸入糖との競争に晒されることが危惧されたため、1953年（昭和28年）からビート糖を日本国政府が買入れる10年間の限時法「甜菜生産振興臨時措置法」が施行された。安定成長の法的根拠を得たビート糖業は、製紙業、セメント業界とともに「三白景気」を迎えて戦後復興期を支えた。
1959年（昭和34年）には、網走郡美幌町に製糖所を建設した。この時期には経営の多角化と体質強化を図るため、山口県下関市に製糖所（2001年閉鎖）、帯広市に飼料工場（2011年閉場）、清水町に紙筒工場を建設した。特に、紙筒工場で開発した「ペーパーポット」は、苗の移植栽培を可能としたため、収量性が飛躍的に向上した。
1963年（昭和38年）に粗糖が自由化し、1965年（昭和40年）に「砂糖の価格安定等に関する法律」を施行したが、製糖会社には合理化の波が押し寄せた。日本甜菜製糖も厳しい経営であったが、この頃の北海道内におけるビートの作付面積は50,000 haを超えており、1 ha当たりの収量が40 t台にまで伸びていたため、1966年（昭和41年）に士別製糖所の設備を増強したほか、1970年（昭和45年）には河西郡芽室町に東洋一とも言われる大型工場「芽室製糖工場」を建設した。同一原料集荷区域に帯広と芽室の2工場が稼働することになったため、1976年（昭和51年）に周辺の都市化が進んでいた帯広製糖所を閉鎖し、翌年に芽室製糖工場に統合した（これを機に芽室製糖所と改称）。
芽室製糖所は、日本国内初となるビート糖液をタンクに貯留し、原料処理終了後に精製工程に戻す「濃厚汁製糖法」を採用しており、作業の効率化、低コスト化に寄与している。1989年（平成元年）には旧帯広製糖所の一角に、ビート糖業の歴史を紹介する企業博物館「ビート資料館」が開館した。
1998年（平成10年）には帯広の工場跡地を活用し、「イトーヨーカドー帯広店」を核店舗とした「ニッテンスズランプラザ」を開業し、2004年（平成16年）には隣接して「フレスポ・ニッテン」がオープンした。2008年（平成20年）に広尾郡広尾町において日清丸紅飼料との合弁会社「とかち飼料」を設立し、2010年（平成22年）には十勝港に隣接した飼料製造工場の試験操業が始まった（翌年から本格操業開始）。

## 社章
- 日本甜菜製糖の初代社章は1948年に社内公募を行い、甜菜の輪郭に「NTS」の略称を入れたものとした[15]。
- 1962年には「スズラン印」のロゴマークを食品事業全体のロゴマークに採用、2つの大きな葉と小型の花弁を8つあしらったものとしていた[16][17]。
- 2025年（令和7年）には1962年に導入した「スズラン印」のロゴマークをリニューアルし10月20日から使用予定とし、視認性の向上を図るべく澄んだ空や雪解け水や鈴蘭・癒やしや信頼感や希望をイメージした水色「ニッテンブルー」を基調色にDINフォントを元に丸くした「Nitten」のロゴをあしらい[18]、鈴蘭は継続性の象徴として円形の構成を引き継ぎ、簡素化しつつ躍動的な造形で砂糖・イースト・機能性食品・未知の可能性といった4つの事業領域や知ってもらう・使ってもらう・喜んでもらう・ファンになってもらうの4つの事業方針を4つの花弁で表した[16]。

## 年表
- 1919年（大正08年）：前身となる「北海道製糖」創立[19]。
- 1920年（大正09年）：旧「日本甜菜製糖」創立[19]。北海道製糖帯広工場完成[19]。
- 1921年（大正10年）：日本甜菜製糖清水工場完成[19]。
- 1923年（大正12年）：十勝鉄道設立。明治製糖が旧日本甜菜製糖を吸収合併[19]。
- 1936年（昭和11年）：明治製糖士別工場完成[19]。北海道製糖磯分内工場完成[19]。
- 1944年（昭和19年）：明治製糖清水工場の砂糖製造廃止[19]。明治製糖が北海道製糖を傘下とし、北海道製糖は「北海道興農工業」と改称[19]。
- 1947年（昭和22年）：北海道興農工業が「日本甜菜製糖」と改称[19]。
- 1949年（昭和24年）：東京証券取引所上場（第1部）。
- 1954年（昭和29年）：下関精糖工場完成[19]。
- 1959年（昭和34年）：美幌製糖所完成[19][20]。
- 1960年（昭和35年）：本社を帯広から東京へ移転[19]。
- 1962年（昭和37年）：帯広製糖所内に配合飼料工場新設[19]。清水工場内に紙筒工場新設[19]。ロゴマーク「スズラン印」導入[17]。
- 1970年（昭和45年）：磯分内工場閉鎖（ホクレン農業協同組合連合会に売却）[7][19]。芽室製糖工場完成[7][19]。
- 1976年（昭和51年）：豊富事業所完成[19]。
- 1977年（昭和52年）：帯広製糖所閉鎖[19]。芽室製糖工場を芽室製糖所と改称[9]。
- 1982年（昭和57年）：総合研究所発足[19]。
- 1986年（昭和61年）：江別種子工場完成[19]。
- 1989年（平成元年）：ビート資料館開設[19]。
- 1998年（平成10年）：旧帯広製糖所跡地に「ニッテンスズランプラザ」（イトーヨーカドー帯広店）オープン[19]。
- 2001年（平成13年）：下関精糖工場閉鎖（精製糖生産を関門製糖に委託）[19]。
- 2004年（平成16年）：千葉物流センター完成[19]。本社を中央区京橋から港区三田に移転[19]。「フレスポ・ニッテン」オープン[19]。
- 2005年（平成17年）：十勝鉄道の不動産事業部門を承継[21]。
- 2007年（平成19年）：ビジネスセンター完成[19][22]。日清丸紅飼料との合弁会社「とかち飼料」設立[19][23]。
- 2009年（平成21年）：サークル機工設立[19][24]。
- 2011年（平成23年）：帯広配合飼料工場閉場（飼料生産をとかち飼料に委託）[19][25]。
- 2012年（平成24年）：十勝鉄道による鉄道輸送終了[19][26]。
- 2014年（平成26年）：士別スズランファーム設立[19]。
- 2025年（令和7年）：ブランドロゴマーク「スズラン印」を刷新[17]。

## 事業所
- 本社 - 東京都港区三田3丁目12-14 ニッテン三田ビル
- ビジネスセンター - 北海道河西郡芽室町東芽室基線29
- 札幌支社 - 札幌市中央区北3条西4丁目1 日本生命札幌ビル
- 総合研究所 - 北海道帯広市稲田町南9線西13
- 飼料事業部[27] - 北海道帯広市稲田町南9線西13
- 清川農場 - 北海道帯広市上清川町西2線140
- 芽室製糖所 - 北海道河西郡芽室町東芽室基線26
- 清水バイオ工場 - 北海道上川郡清水町字清水第2線53
- 清水紙筒工場 - 北海道上川郡清水町字清水第2線53
- 美幌製糖所 - 北海道網走郡美幌町字鳥里91
- 士別製糖所 - 北海道士別市西3条北4丁目382
- 仙台営業所 - 仙台市若林区大和町3丁目5-10
- 大阪営業所 - 大阪市北区南森町2丁目2-2
- 関門営業所 - 北九州市門司区大里本町1-2-1
- 江別種子工場 - 北海道江別市工栄町11-6
- 豊富工場 - 北海道天塩郡豊富町字西豊富
- ビート資料館[28] - 北海道帯広市稲田町南8線西14

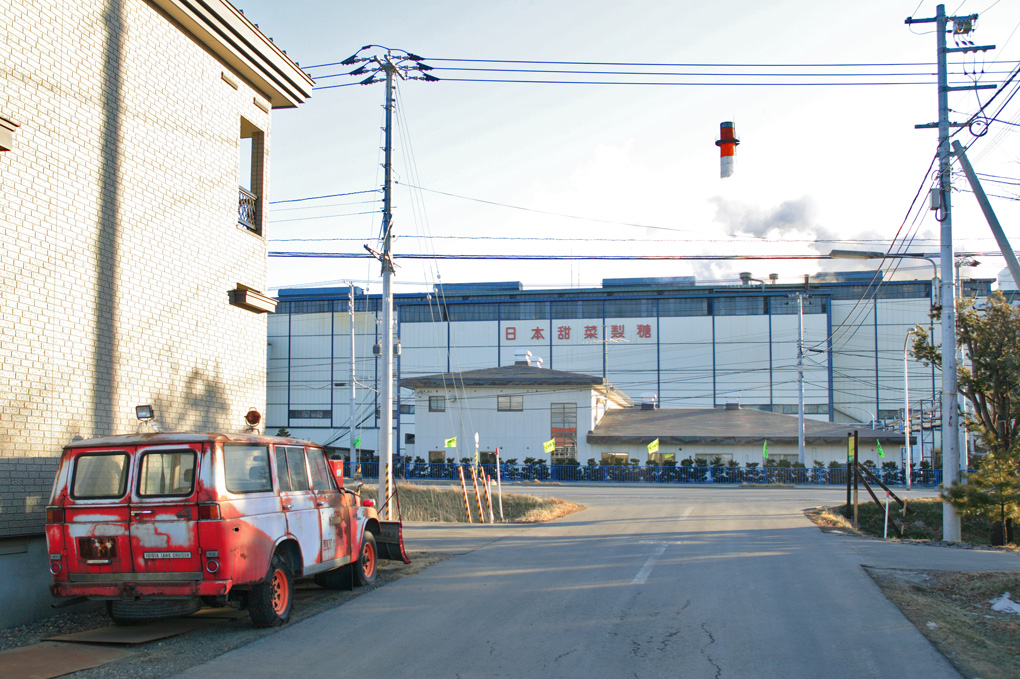
芽室製糖所（2007年1月）
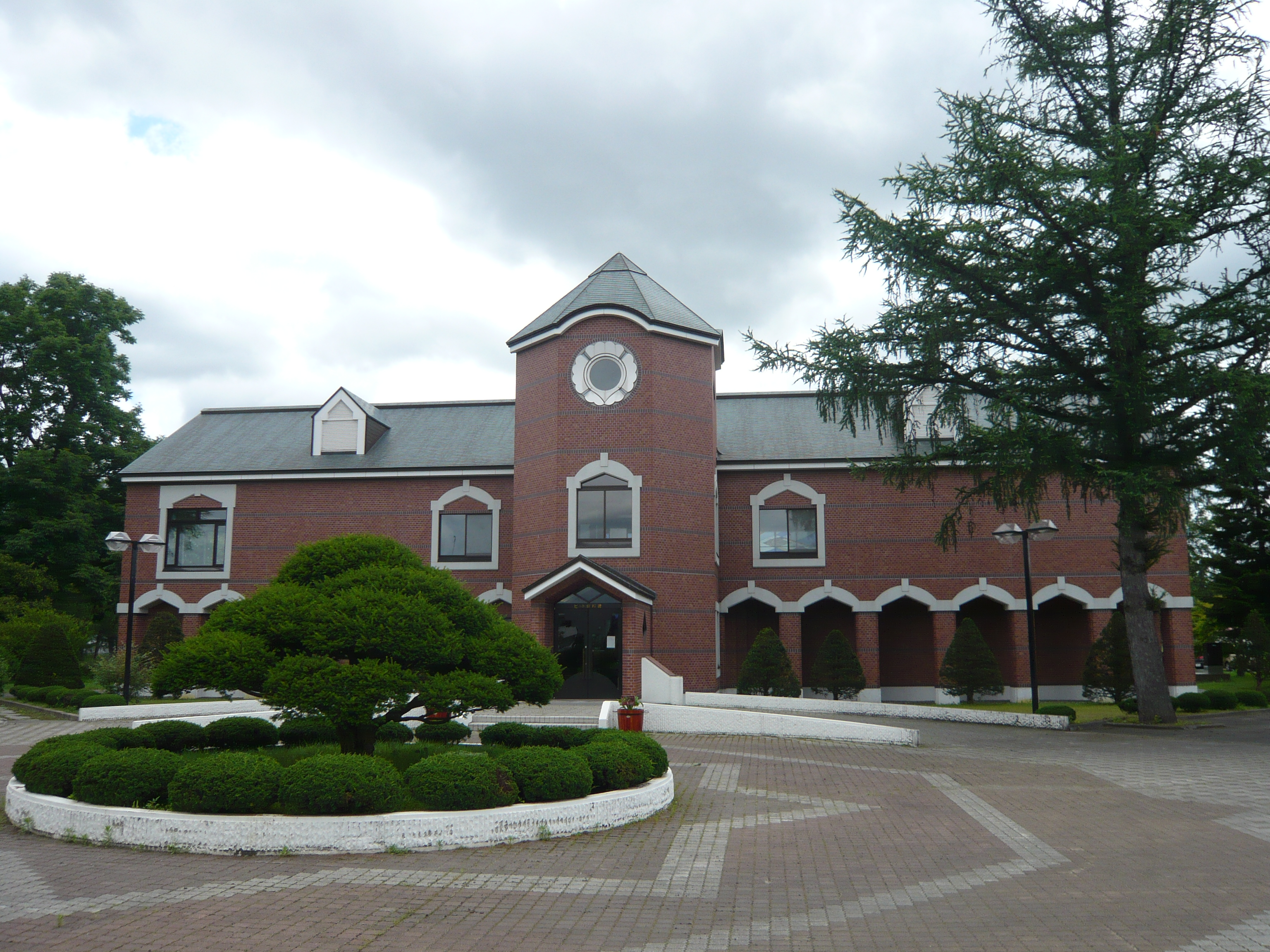
ビート資料館（2012年7月）

## 関連会社
- 十勝鉄道 - 北海道帯広市稲田町南9線西13
- スズラン企業[29] - 北海道帯広市稲田町南8線西12
- ニッテン商事[30] - 千葉市美浜区新港30-6
- サークル機工[31] - 北海道滝川市幸町3丁目3-12
- とかち飼料 - 北海道広尾郡広尾町会所前6丁目5-3
- 士別スズランファーム - 北海道士別市西三条北4丁目382-1

## 参考資料
- 『日本甜菜製糖四十年史』日本甜菜製糖、1961年。
- 第119期 報告書 (PDF) (Report). 日本甜菜製糖. 2017. 2017年12月22日閲覧.
- “会社案内” (FLASH).   日本甜菜製糖. 2017年12月21日閲覧。
- “【パイオニアの軌跡】日本甜菜製糖90周年◆上◆”. 十勝毎日新聞 (十勝毎日新聞社). (2009年6月10日).  オリジナルの2015年6月20日時点におけるアーカイブ。 2018年2月10日閲覧。
- “【パイオニアの軌跡】日本甜菜製糖90周年◆中◆”. 十勝毎日新聞 (十勝毎日新聞社). (2009年6月11日).  オリジナルの2015年6月20日時点におけるアーカイブ。 2018年2月10日閲覧。
- “【パイオニアの軌跡】日本甜菜製糖90周年◆下◆”. 十勝毎日新聞 (十勝毎日新聞社). (2009年6月12日).  オリジナルの2015年6月20日時点におけるアーカイブ。 2018年2月10日閲覧。